# Дача купця М. Д. Стахєєва
Дача купця М. Д. Стахєєва — пам'ятка архітектури 80-х рр. XIX ст. у місті Алушта.

## Історія
Особняк, розташований у ландшафтному парку на березі моря. Побудований ялтинським архітектором Н. П. Красновим на замовлення мільйонера і мецената Миколи Дмитровича Стахєєва.
На запрошення власника, в особняку гостювали його дядько — художник І. І. Шишкін і двоюрідний брат — письменник-романтик Дмитро Іванович Стахєєв
В даний час в особняку розташовується Центр дитячої творчості (колишній Палац піонерів), знаходиться за адресою Алушта, вул. Перекопська, 1.

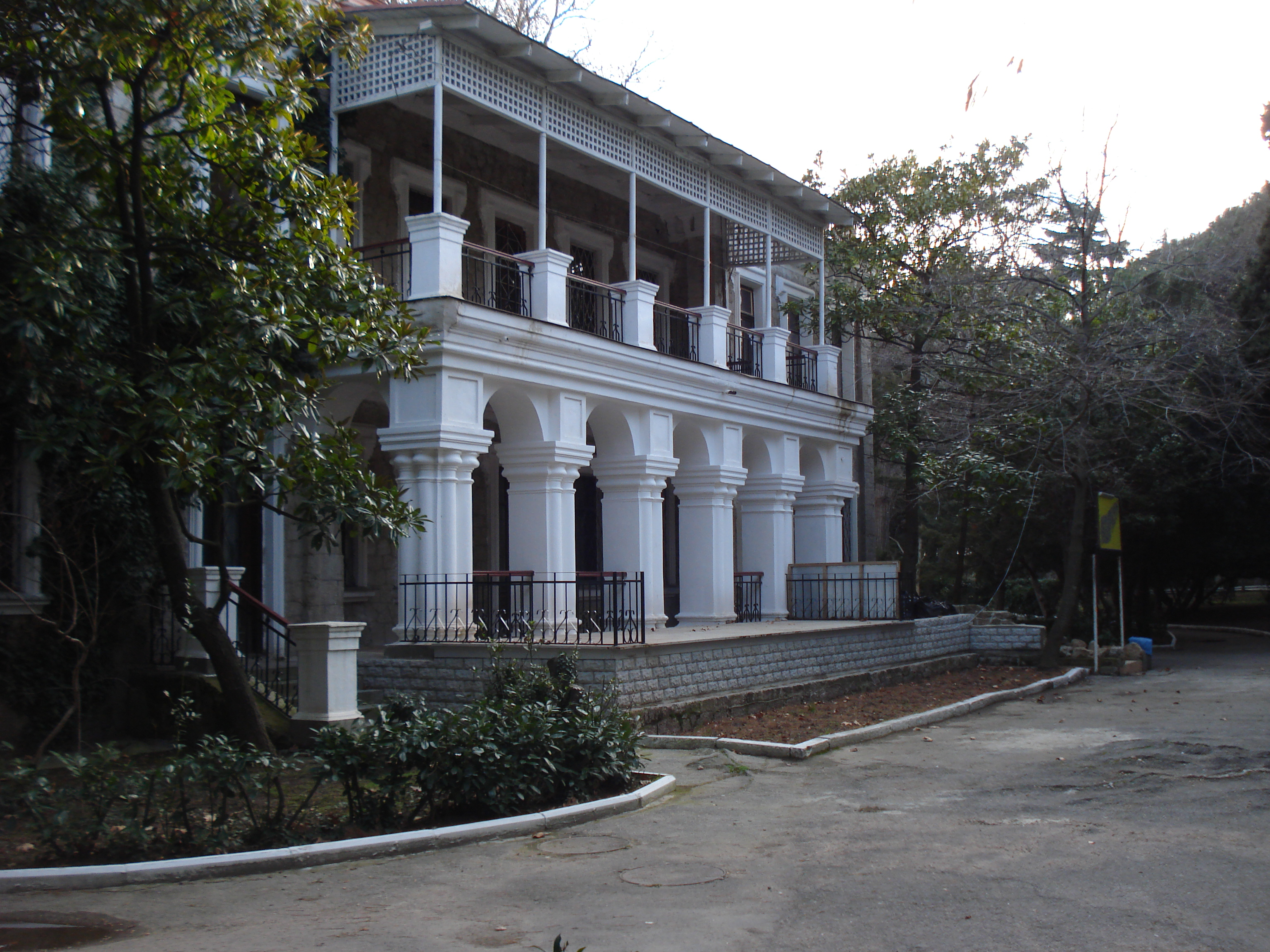
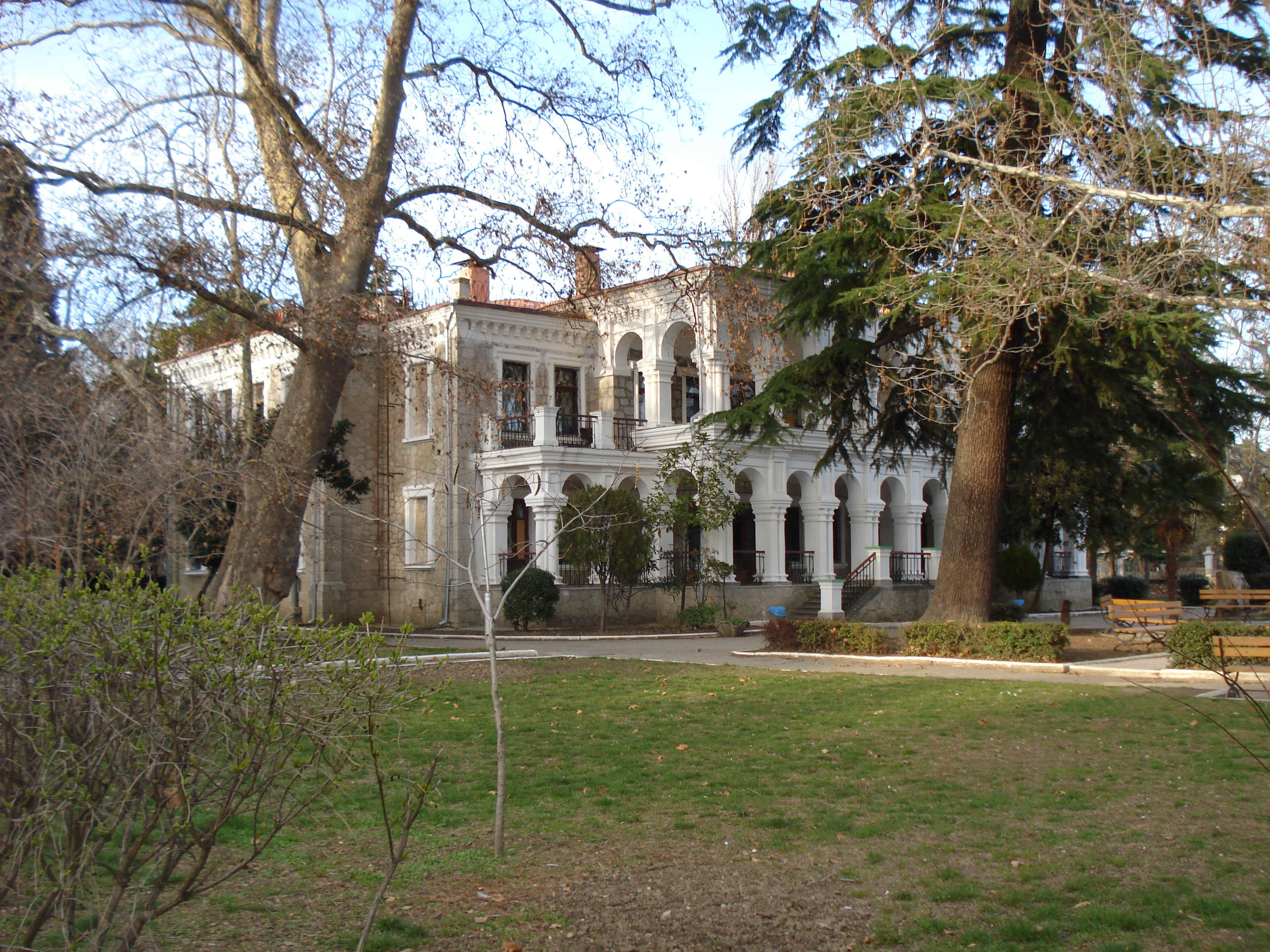
Дача купця Н. Д. Стахєєва
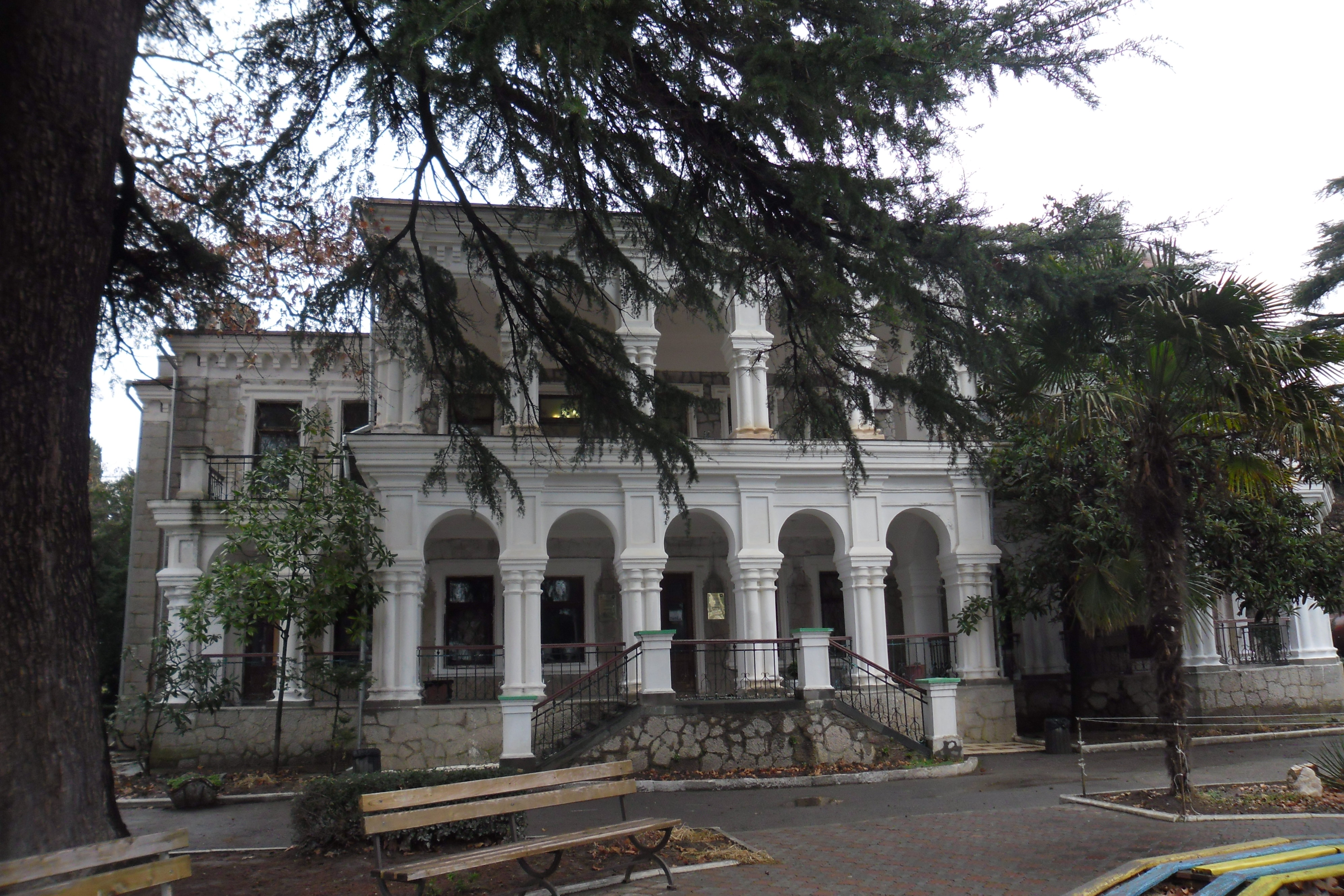

## Парк
Закладений у другій половині XIX століття, налічує близько 60 видів дерев і чагарників.

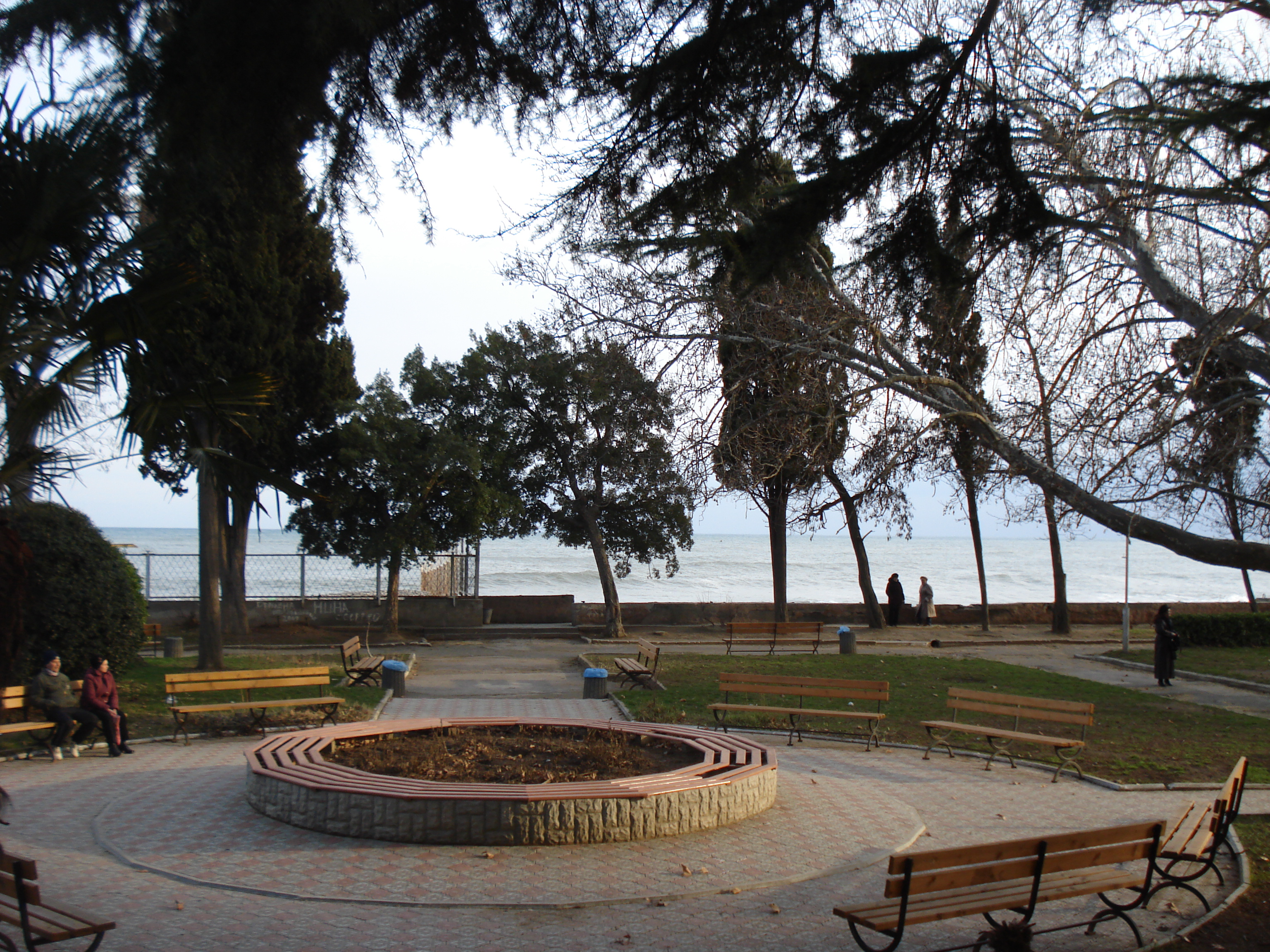
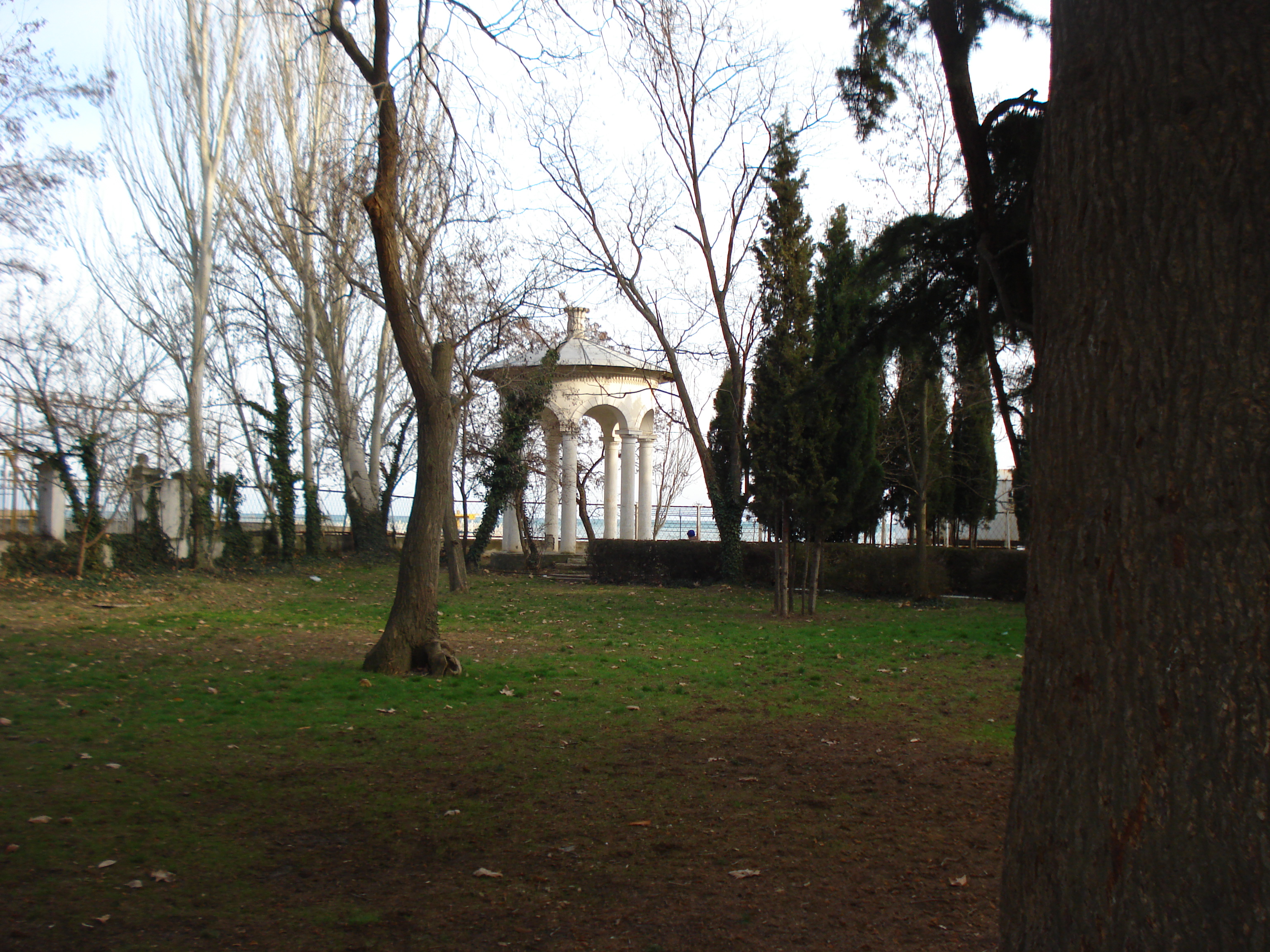
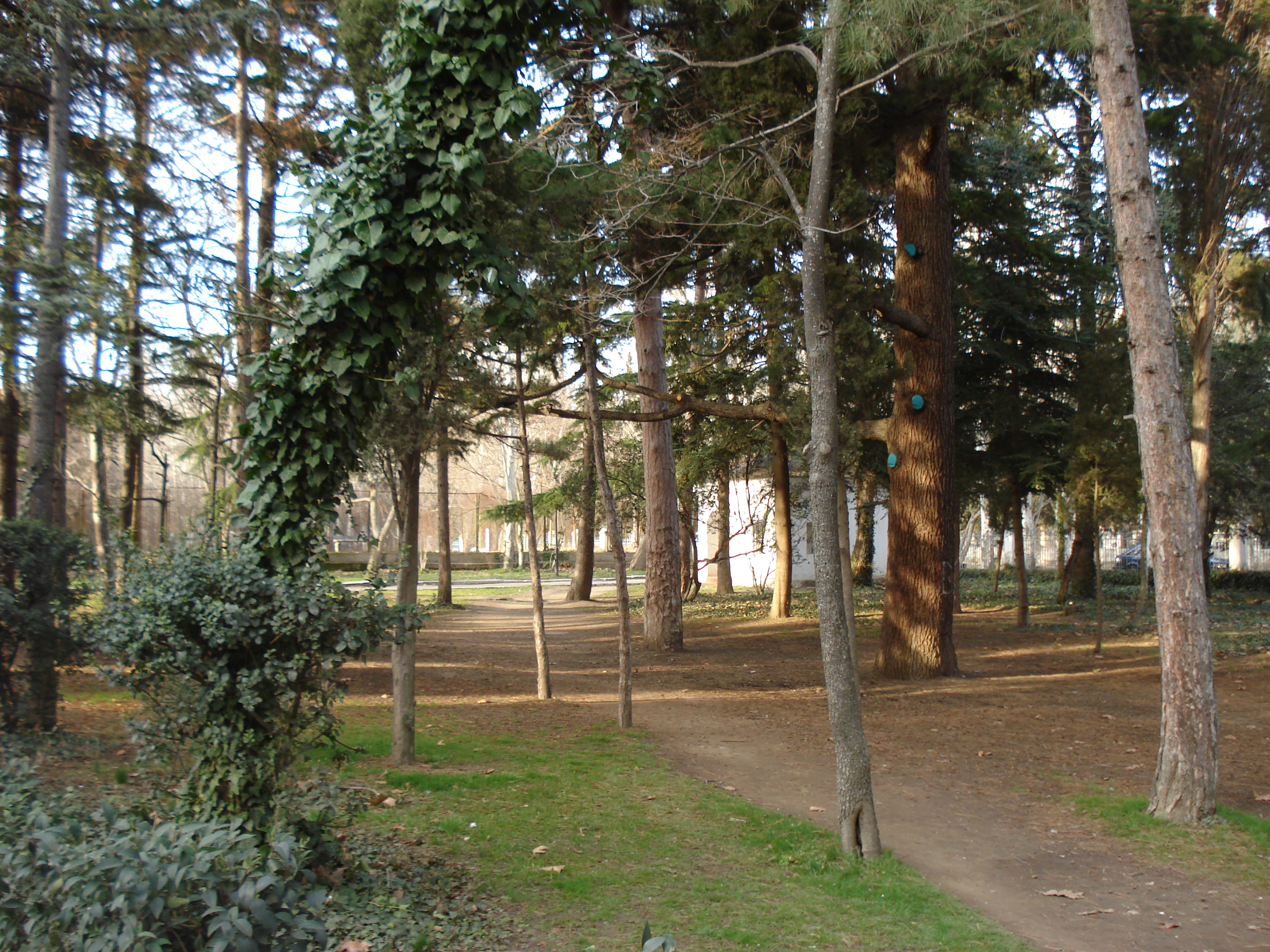
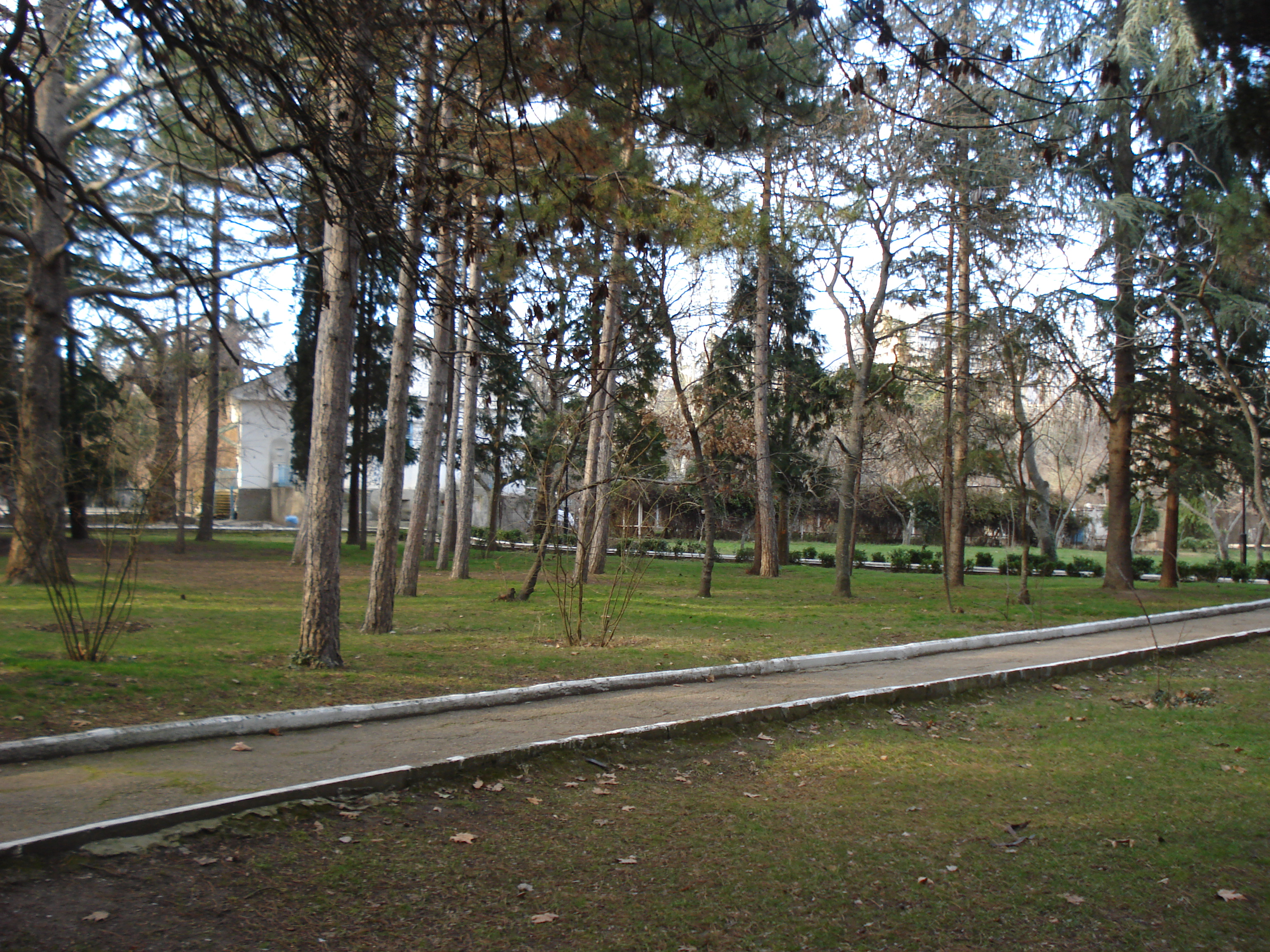